# Anii 700 î.Hr.

## Evenimente
- 708 î.Hr. - Sparta întemeiază în Italia singura sa colonie, Tarentul
- 704 î.Hr. - începe domnia regelui Senaherib (704-681 î.Hr.) în Asiria, care îi succede tatălui său Sargon II; mutarea capitalei Asiriei la Ninive
- 701 î.Hr. - Senaherib asediază Ierusalimul, capitala regatului Iudeea, dar cucerirea eșuează
- 701 î.Hr. - începe domnia faraonului Shabataka (701-689 î.Hr.) în Egipt
- 700 î.Hr. - începe expansiunea etruscilor în Italia.

## Arte, Științe, Literatură și Filosofie
- 704 î.Hr. - Ameiocles din Corint inventează trirema
- 700 î.Hr. - Hesiod din Ascra (Beoția) scrie Munci și zile și Teogonia.

## Decese
- 705 î.Hr - decesul regelui Sargon II (722-705 î.Hr.) în urma unei campanii întreprinse în nordul Iranului.